# Jean-Luc Brunel
Jean-Luc Brunel (París, 18 de setembre de 1946 - París, 19 de febrer de 2022) va ser un antic director d'agència de models francès.
Esdevingué famós internacionalment a l'agost del 2019 arran de la seva connexió amb la xarxa de prostitució de menors dirigida pel milionari estatunidenc Jeffrey Epstein secundat per la britànica Ghislaine Maxwell. Se l'acusava de violacions sobre models i alhora d'haver portat menors com a esclaus sexuals al financer i a la seva xarxa de personalitats als Estats Units. La víctima més famosa de la xarxa pedòfila d'Epstein, Virginia Giuffre que va denunciar que MC2, la societat de Brunel, era una trama encoberta de tràfic sexual, també afirmà que havia estat obligada manta vegada a tenir relacions sexuals amb ell.
De manera semblant al que va ocórrer a Epstein dos anys i mig abans, el van trobar mort a la presó La Santé de París el 19 de febrer del 2022.